# Danielle Streiff
Danielle Streiff est une soprano française.

## Biographie
Diplômée de l’Opéra de Paris, elle part vivre six années à Vérone. Là, elle est choisie par Placido Domingo et Lorin Maazel pour incarner la Traviata de Verdi.
Au Japon, elle est partenaire de Roberto Alagna dans Carmen, de Natalie Dessay au Festival de Radio France de Montpellier mais aussi de divi tels que Nicolaï Ghiaurov à l’Opéra de Paris, Ruggero Raimondi, de Leo Nucci aux Arènes de Vérone.

## Filmographie
La Warner Bros lui a demandé de prêter sa voix pour la bande son du film italien primé à Venise Baciami Piccina.
La ZDF allemande l'a choisie aux côtés de Béatrice Uria Monzon pour le film Koenig David, dirigé par Georges Prêtre.

## Discographie
- 1989 : Amadis de Jules Massenet [1]
- 1992 : Cléopatre de Jules Massenet [2]
- 1998 : La Vierge de Jules Massenet [3]

Danielle Streiff participe également à de nombreux concerts : BBC, Radio France, TV, églises et cathédrales tels que la Trinité de Montréal et fut invitée au Festival de Radio France pour un récital. 

## Directrice et Fondatrice de l'Association «La Voix de l'Âme»
Elle est directrice et fondatrice de l’association La Voix de l’Âme, qui a pour objectif d’apporter de la vie au sein d’établissements de retraite en offrant des récitals à un public ayant souvent coupé les liens alentour.